# Episodi di La famiglia Partridge (quarta stagione)
Negli Stati Uniti, la serie andò in onda sulla ABC dal 15 settembre 1973 al 23 marzo 1974.
| nº | Titolo originale                 | Titolo italiano | Prima TV USA      | Prima TV Italia |
| -- | -------------------------------- | --------------- | ----------------- | --------------- |
| 1  | Hate Thy Neighbor                |                 | 15 settembre 1973 |                 |
| 2  | None But The Onely               |                 | 22 settembre 1973 |                 |
| 3  | Beethoven, Brahms, and Partridge |                 | 29 settembre 1973 |                 |
| 4  | The Strike-Out King              |                 | 6 ottobre 1973    |                 |
| 5  | Reuben Kincaid Lives             |                 | 13 ottobre 1973   |                 |
| 6  | Double Trouble                   |                 | 20 ottobre 1973   |                 |
| 7  | The Last of Howard               |                 | 27 ottobre 1973   |                 |
| 8  | The Diplomat                     |                 | 3 novembre 1973   |                 |
| 9  | Heartbreak Keith                 |                 | 10 novembre 1973  |                 |
| 10 | A Day of Honesty                 |                 | 17 novembre 1973  |                 |
| 11 | Al in the Family                 |                 | 24 novembre 1973  |                 |
| 12 | Maid in San Pueblo               |                 | 8 dicembre 1973   |                 |
| 13 | Art for Mom's Sake               |                 | 12 gennaio 1974   |                 |
| 14 | Two for the Show                 |                 | 19 gennaio 1974   |                 |
| 15 | Danny Drops Out                  |                 | 26 gennaio 1974   |                 |
| 16 | Queen for a Minute               |                 | 2 febbraio 1974   |                 |
| 17 | Danny Converts                   |                 | 9 febbraio 1974   |                 |
| 18 | Miss Partridge, Teacher          |                 | 23 febbraio 1974  |                 |
| 19 | Keith and Lauriebelle            |                 | 2 marzo 1974      |                 |
| 20 | Morning Becomes Electric         |                 | 9 marzo 1974      |                 |
| 21 | Pin It On Danny                  |                 | 16 marzo 1974     |                 |
| 22 | . . . - - - . . . (S.O.S.)       |                 | 23 marzo 1974     |                 |